# Nižný Tvarožec
Nižný Tvarožec – wieś (obec) na Słowacji położona w kraju preszowskim, w powiecie Bardejów.

## Położenie
Leży na pograniczu Beskidu Niskiego i Pogórza Ondawskiego, ok. 12 km na północny zachód od Bardejowa. Od północnego zachodu na wsią dominuje masyw Busova, zaś od wschodu masyw Magury Stebnickiej. Tereny wsi leżą na wysokości 400–851 m n. p. m. Zabudowania wsi leżą w dolinie potoku Sveržovka na wysokości od 400 do 440 m n.p.m.

## Historia
Wieś została założona po roku 1330. Pierwsze wzmianki o miejscowości pochodzą z roku 1355, kiedy wzmiankowano tu już istnienie kościoła i młyna. Występowała jako Twrous (1355), później jako Thurospathaka (1414), Alsothwarocz (1492), Also Tuaroscza (1618), Nižna Twarosscza (1773), Nižné Tvarožce (1920), Nižný Tvarožec (1927), a w języku węgierskim pod nazwami Alsótvaroszc i Alsótaróc. Początkowo należała do feudalnego "państwa" Smilno, później do "państwa" Makowica z ośrodkiem na zamku Makowica. W roku 1427 liczyła 12 gospodarstw. Około połowy XV w. na terenie wsi przez pewien czas stacjonował umocniony tabor byłych husytów, zwanych tu "bratrzykami" (słow. bratríci).

## Demografia
Według danych z dnia 31 grudnia 2010, wieś zamieszkiwało 498 osób, w tym 234 kobiet i 264 mężczyzn.
W 2001 roku rozkład populacji względem narodowości i przynależności etnicznej wyglądał następująco:
- Słowacy – 60,35%
- Czesi – 0,66%
- Romowie – 25,33%
- Rusini – 9,91%
- Ukraińcy – 3,08%

Ze względu na wyznawaną religię struktura mieszkańców kształtowała się w 2001 roku następująco:
- Katolicy rzymscy – 5,07%
- Grekokatolicy – 90,75%
- Ewangelicy – 1,76%
- Prawosławni – 1,76%
- Ateiści – 0,44%
- Nie podano – 0,22%